# Mały Hińczowy Staw
Mały Hińczowy Staw (słow. Malé Hincovo pleso, niem. Kleiner Hinzensee, węg. Kis-Hincó-tó) – jezioro położone w górnej części Dolinki Szataniej, w słowackiej części Tatr Wysokich.

## Lokalizacja i charakterystyka
Dolinka Szatania, w której znajduje się Mały Hińczowy Staw, stanowi odgałęzienie Doliny Mięguszowieckiej. Mały Hińczowy Staw znajduje się nieco na południowy zachód od Wielkiego Hińczowego Stawu, na wysokości 1923 m. Z jego brzegów Mały Hińczowy Staw jest niewidoczny, gdyż zasłania go wał morenowy.
Według pomiarów Josefa Schaffera z 1928 r. staw ma 2,2208 ha powierzchni, wymiary 275 × 130 m i głębokość 6,1 m. Nowsze pomiary z lat 1961–67, przeprowadzone przez pracowników TANAP-u, podają 2,22 ha powierzchni, 265 m długości, 130 m szerokości i 6,4 m głębokości. Z progu Małego Hińczowego Stawu wypływa Szatani Potok.
Dawniej Mały Hińczowy Staw nazywany był czasem Małym Ignacowym Stawem lub Małym Lulkowym Stawem. Nazwa obydwu Hińczowych Stawów pochodzi według ludowych podań od słowackiego imienia Ignaś (Hinško). Obecna nazwa stawu jest myląca, nie znajduje się on bowiem w Dolinie Hińczowej, lecz w Dolince Szataniej.

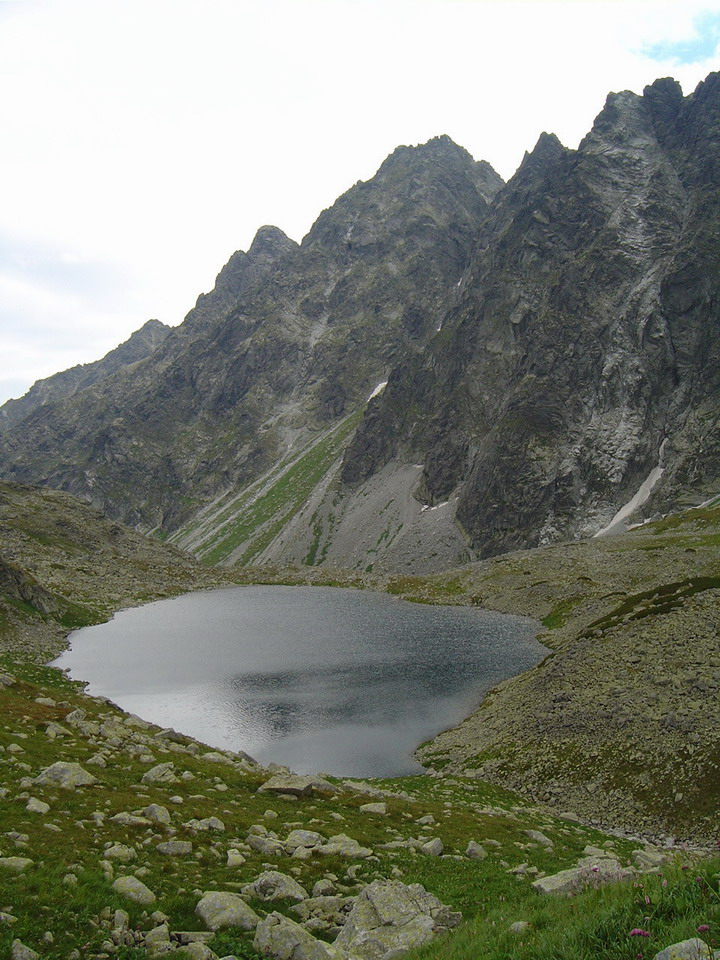
Mały Hińczowy Staw na tle Szatana
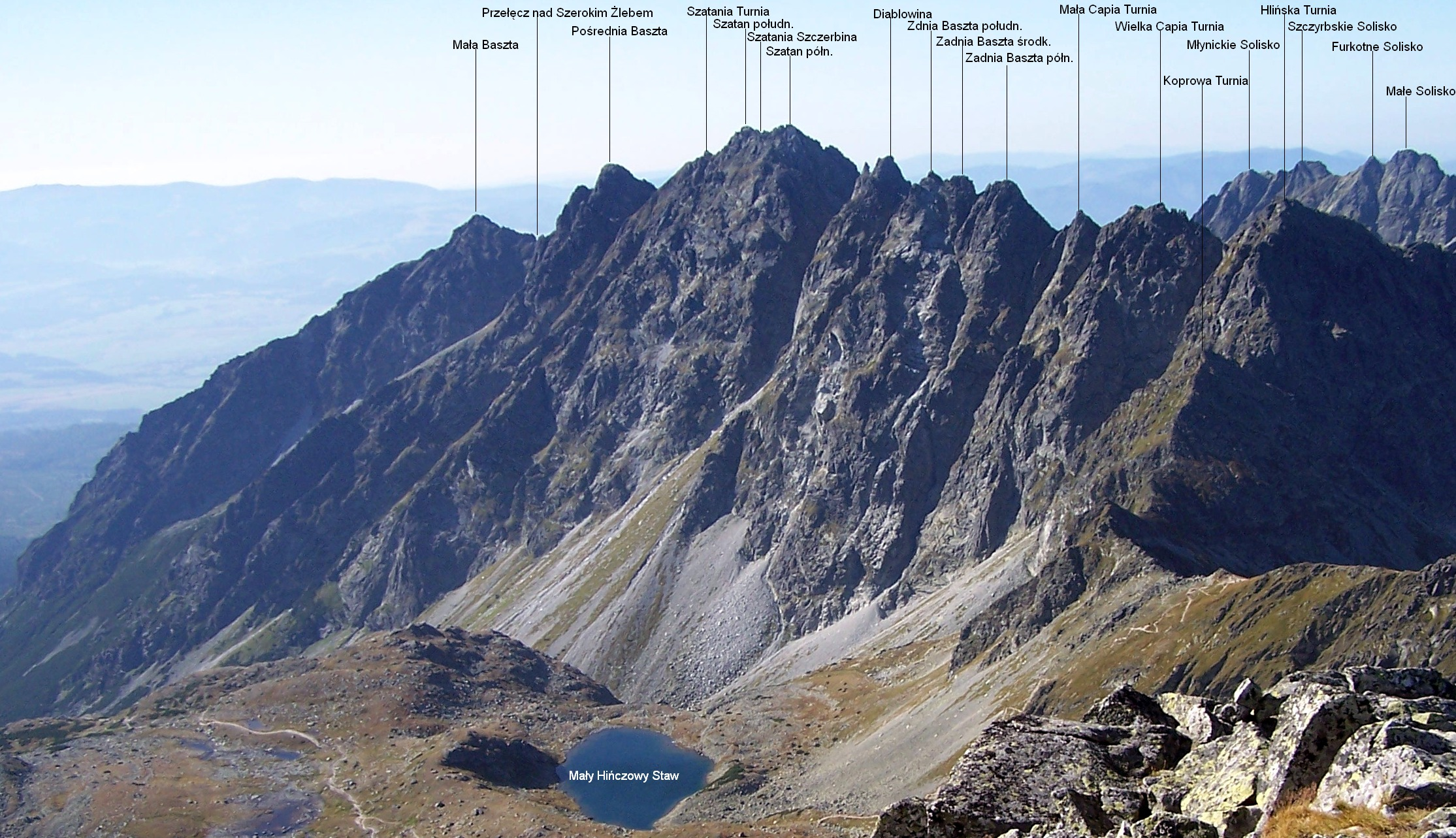
Widok z Mięguszowieckiego Szczytu